# Erik Lindschöld
Erik Lindschöld, tidigare Lindeman, född den 2 februari 1634 i Skänninge, död den 11 juni 1690 i Stockholm, var en svensk greve och kungligt råd som stod högt i gunst hos Karl XI och var Karl XII:s guvernant.

## Biografi
Erik Lindschöld var son till Olof Håkansson som var smed samt rådman och tidvis borgmästare i Skänninge. Hans mor dog då han var barn och han sändes till Linköpings skola för att studera. Här uppmärksammades hans anlag för studier av Jonas Petri Gothus som hjälpte honom till möjlighet att få studera vid universitet. Erik skrevs in som student vid Uppsala universitet 1651 och antog då namnet Lindeman. Vid universitetet studerade han latin, vältalighet och politik. Han gjorde sig tidigt känd som författare både på latin och svenska.
Erik Lindschöld var först informator i släkten Bielkenstierna. Genom förmedling av professor Olof Figrelius utsågs han av Karl X Gustav 1658 till lärare för kungens utomäktenskaplige son, Gustaf Carlson. Med sin elev vistades Lindschöld omkring nio år i främmande länder. Under resorna förbättrade han sina kunskaper i statsrätt, juridik och språk. Han utgav under tiden latinska stridsskrifter till stöd för kurfursten Karl I Ludvig av Pfalz som utnämnde av honom till hovråd. Lindschöld mottog dock varken denna befattning eller de honom erbjudna professurerna i Lund och Uppsala och inträdde i stället vid kansliet.
Vistelsen i Ludvig XIV:s Frankrike gav honom en stark förkärlek för fransk kultur, vilket kan ha bidragit till hans uppfattning om det kungliga enväldet som det bästa styrelsekicket.
År 1668 anställdes han som Kansliets sekreterare. Han var mycket omtyckt av änkedrottning Hedvig Eleonora och blev genom sina talanger en central gestalt i nöjeslivet vid hennes hov. Lindschöld blev efter hemkomsten 1669 från en ambassad i Polen, där han tjänstgjort som legationssekreterare under greve Klas Thott, adlad med namnet Lindenschöld, som han snart bytte mot Lindschöld.
Högt skattad av Magnus Gabriel De la Gardie blev han dennes förtroendeman i kansliet och under den kabinettstyrelse som kanslern De la Gardie införde i början av Karl XI:s egen regering, spelade Lindschöld en betydande roll. Han blev kungens handsekreterare 1673, hovråd 1674, och statssekreterare 1677. Under skånska kriget, sedan kungen själv övertagit styret, ökades Lindschölds inflytande ytterligare, och han var en tid kungens mest betrodde män. Han kom dock snart att trängas undan av Johan Gyllenstierna, vars kontakt med kungen Lindschöld själv förmedlat och 1679 föll han i onåd, anklagad för att ha tagit emot mutor.
Efter att Gyllenstierna avlidit 1680 blev Lindschöld åter kungens främste inrikespolitiske rådgivare och han spelade en viktig roll vid antagandet av reduktionsbesluten under riksdagarna 1680 och 1682. 1685 blev han hovkansler och 1686 lantmarskalk. Han var en stark förespråkare för det kungliga enväldet. Han var lantmarskalk under riksdagen 1686 och samma år blev han president i Lagkommissionen för utarbetandet av en ny svensk lagbok. År 1687 utnämndes han till kungligt råd och greve. Bland Lindschölds olika poster kan även nämnas att han var kansler för Lunds universitet från 1687. År 1688 blev han guvernör för prins Karl.

## Äktenskap
Erik Lindschöld var gift med Elisabeth Cronström (1653–1718) och paret lät uppföra Stavsunds huvudbyggnad på Ekerö, en herrgård som fortfarande finns kvar.

## Hovskald och psalmdiktare
Lindschöld var förutom Sveriges förste hovskald en utmärkt psalmdiktare och finns representerad i de svenska psalmböckerna från 1695 års till nutida psalmböcker. I både 1819 års och 1937 års psalmbok finns han representerad med två verk: nummer 437 och nummer 551, varav den första finns i Den svenska psalmboken 1986 som nummer 504.
Han var författat texterna till ett flertal vid hovet dansade baletter, andra luststycken och tillfällighetspoesi.

### Valda och samlade verk
- Samlade vitterhetsarbeten af svenska författare från Stjernhjelm till Dalin. 4. P. Lagerlöf, E. Lindschöld, Edmund, Nils och Carl Gripenhjelm, J. G. Werwing och J. T. Geisler. 1866. sid. 91-256. Libris 600765. https://runeberg.org/svsf/4/0097.html

### Psalmer
- Herre ho skal ewinnerlig (1695 nr 35)
- Jag i tysta skuggors timmar (1819 nr 437), som nu heter I tysta skuggan fången (1986 nr 504)
- När jag uti min enslighet (1695 nr 388, 1937 nr 551) skriven 1688.
- Säg Herre, huru länge Wil tu förgäta migh (1695 nr 33)
- Ack Herre hör och bistånd gör